# Électronique (technique)

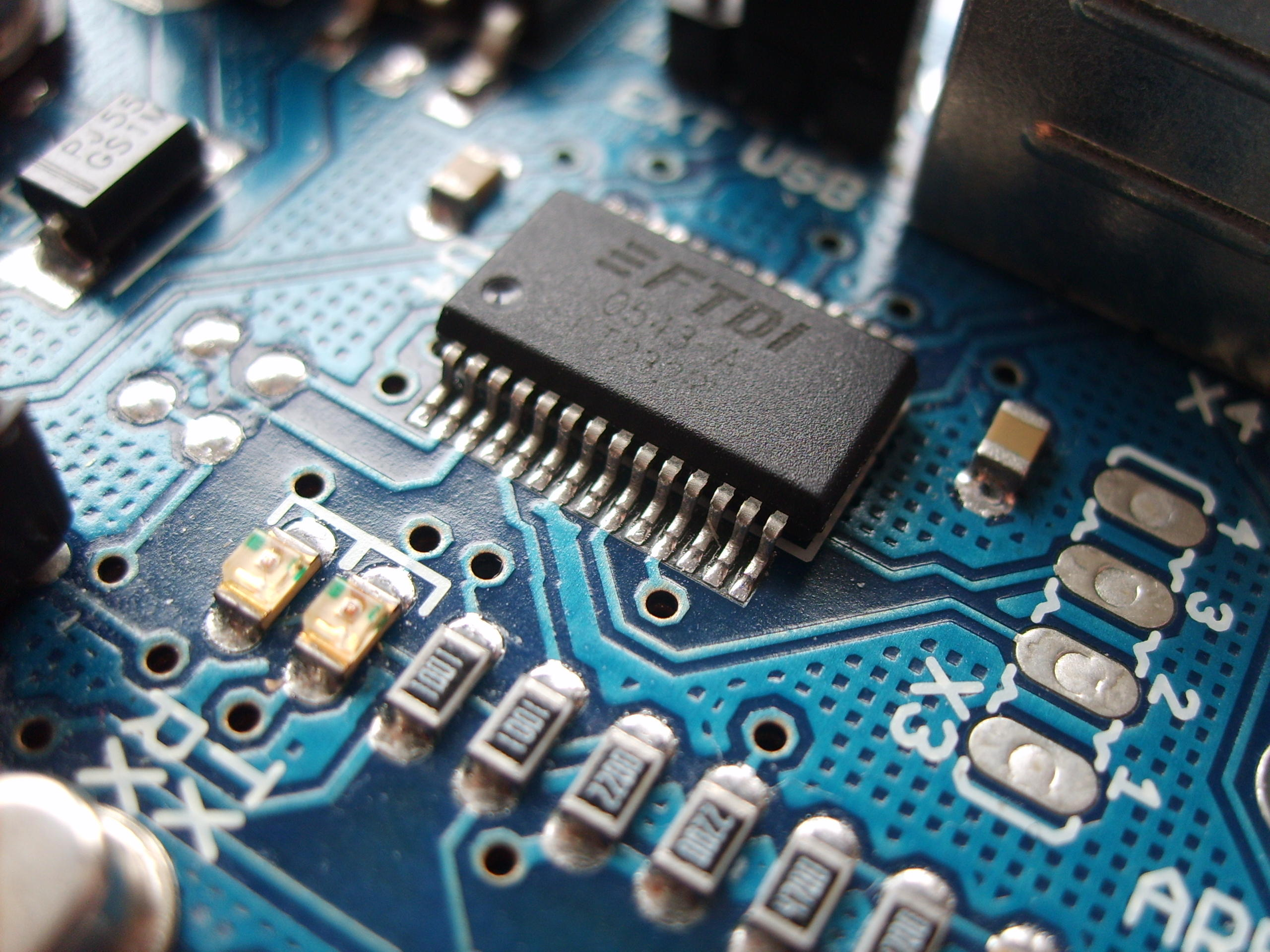
Composants de circuits électroniques.

Pour les articles homonymes, voir Électronique.
L'électronique est une branche de la physique appliquée, « qui s'intéresse aux  phénomènes de conduction électrique et aux équipements associés ». Elle traite « du mouvement des porteurs de charge dans le vide, les gaz et les semiconducteurs, des phénomènes de conduction électrique qui en résultent, et de leurs applications ».
On parle d'électronique surtout quand les circuits électriques comportent des éléments amplificateurs et notamment des semi-conducteurs. Le terme électrotechnique recouvre en principe l'ensemble des applications de l'électricité, mais en français, on en exclut les domaines des télécommunications et des technologies de l'information, que l'on considère ainsi du domaine exclusif de l'électronique.
Les métiers de l'électronique se répartissent en domaines assez spécialisés, qui constituent chacun un domaine d'étude : électronique numérique, électronique de puissance, etc.

## Généralités
L'électronique est une discipline technique ou science de l'ingénieur, l'une des branches les plus importantes de la physique appliquée, auxiliaire dans la plupart des industries.
Le mot électronique, qui désigne d'abord les faits et théories relatifs à l'électron, prend un sens technique au milieu du XXe siècle. Les inventeurs qui ont développé les industries et techniques qui utilisent l'électricité — télégraphe, éclairage électrique, moteur électrique, téléphone, radiocommunication, ont travaillé empiriquement, tandis que les savants élaboraient une théorie électronique de la matière. La notion d'« appareil électronique » surgit du classement des dispositifs de détection des ondes radio, dont les principaux sont le récepteur à cristal, un semi-conducteur dont la théorie est alors « incomplètement connue » et le dernier le « détecteur électronique », dont le principe est directement lié au flux d'électrons issus de la cathode chauffée. Ce tube électronique permet l'amplification, dont tirent rapidement parti de nombreuses applications. Certaines, comme la radiodiffusion, vont diffuser leurs produits dans le grand public. Cette invention marque, pour la plupart des auteurs, le début de l'électronique comme spécialité.
La physique quantique donne les éléments pour comprendre le fonctionnement des semi-conducteurs. La découverte de l'effet transistor vers 1947, puis la fabrication de circuits à l'état solide séparent le sens courant de « électronique » de l'électron particule. L'usage considère les phénomènes impliquant des flux électroniques, comme l'arc électrique et l'effet corona et leurs applications, comme hors du champ de l'électronique.
La situation de l'électronique au sein de l'électrotechnique — ensemble des applications de l'électricité — est imprécise. L'utilisation de semi-conducteurs est parfois un critère, d'autres auteurs estiment que l'électrotechnique s'occupe du transfert de la puissance, tandis que l'électronique étudie la transmission, par l'électricité, de l'information. Cependant, l'étude de la transmission de l'information est largement indépendante de celle de l'électricité. Ses notions sont purement mathématiques. Elle communique avec l'électronique parce que celle-ci sert à convertir ces informations en signaux, mais n'a aucun besoin de connaître les lois physiques qui régissent l'électricité, déterminées dès le XIXe siècle. Seules la conception et la fabrication des composants électroniques peuvent mobiliser des ressources scientifiques plus récentes. Chaque domaine a développé les méthodes et les modèles mathématiques adaptés à son activité. L'électronique et l'électrotechnique sont étroitement mêlées et ne connaissent aucune séparation institutionnelle.

### Énergie et signal électriques

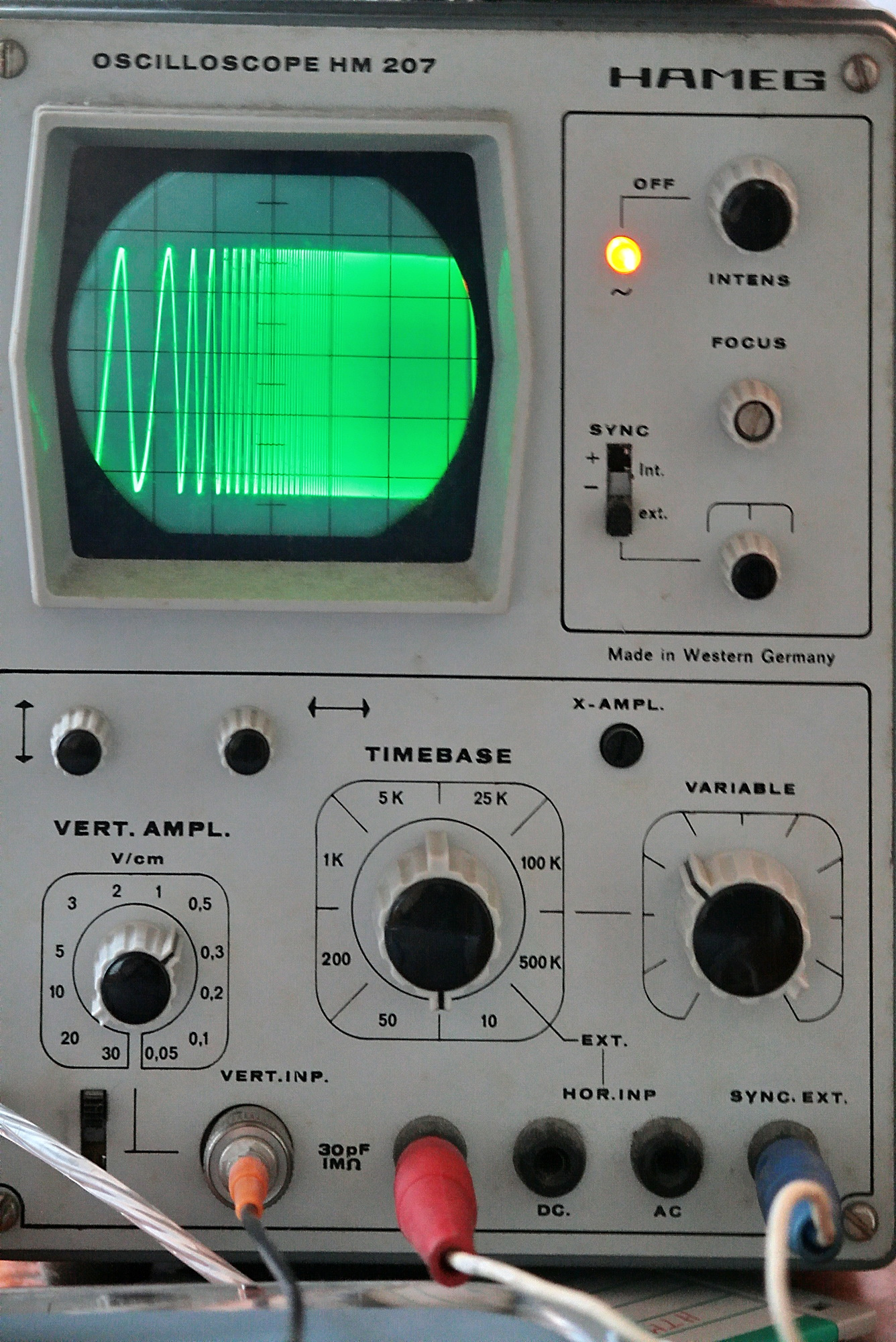
Un instrument électronique, l'oscilloscope, produit une représentation visuelle du signal électrique.

Un système électronique se décompose en deux parties :
- l'une gère l'énergie électrique nécessaire à son fonctionnement et aux systèmes mécaniques, acoustiques, thermiques ou autres qu'il pilote ;
- l'autre traite les signaux porteurs d'information.

Le signal électrique est la tension électrique variable qui transporte l'information. La puissance correspondante est indifférente quand il s'agit de traitement du signal ; on la rend aussi faible que possible du moment que sa faiblesse ne compromet pas l'intégrité du signal.
Les traitements les plus complexes se font ainsi avec des courants faibles. Lorsque le système demande une sortie en puissance, il ne reste qu'à transformer au mieux la puissance de l'alimentation électrique en une puissance analogue au signal. Cette partie de l'électronique s'intéresse à l'efficacité : quelle partie de l'énergie consommée par l'alimentation se retrouve dans la sortie utile. Le développement des applications d'électronique mobile, où la consommation électrique se paie d'une diminution de l'autonomie, amène à se préoccuper de l'efficacité même si les puissances sont faibles.
L'électronique s'applique fréquemment au contrôle d'un système qui implique des grandeurs mécaniques ou d'autre nature. Des capteurs permettent la conversion des grandeurs impliquées — force, pression acoustique, position, temps, etc. — en signal électrique, des actionneurs produisent les grandeurs physiques souhaitées — résistances chauffantes, moteurs, etc.
Une bonne partie des applications de l'électronique traite le signal provenant d'autres systèmes électroniques en direction d'autres systèmes électroniques.

### Électronique et électrotechnique
Selon la norme internationale, l'électrotechnique regroupe l'ensemble des applications de l'électricité, incluant l'électronique. En français, on a tendance à séparer les deux spécialités. L'électrotechnique traiterait la production, la distribution, la conversion de l'énergie électrique ; elle s'occuperait des courants forts, tandis que l'électronique traiterait de courants faibles. Cette différenciation historique n'a plus de raison d'être. La gestion de l'énergie concerne de très faibles puissances quand il s'agit de dispositifs autonomes, tandis que la régulation des alimentations électriques et des moteurs et la conversion entre courants alternatifs et continus font appel à l'électronique avec de fortes puissances.

### Électronique et société
Les impacts de l'électronique sur la vie dans la société moderne sont majeurs.
L'électronique, appliquée aux télécommunications, puis à l'informatique, participant et reliant presque toutes les productions industrielles, a élaboré des abstractions utiles dans la plupart des domaines techniques. Elle a profondément modifié la notion de signal ; ce concept, popularisé, sert soit en propre, soit comme métonymie non seulement dans l'activité industrielle, mais encore dans l'économie. Elle a produit le concept mathématique d'information, et absorbé celui, d'origine mathématique, d'algorithme.
L'électronique structure un système technique, que Marshall McLuhan appelle âge électronique et Manuel Castells L'Ère de l'information. Les auteurs qui commentent la « société de l'information » l'opposent le plus souvent à l'ère industrielle, que structure la circulation des objets produits en masse, bien que le développement de l'électronique corresponde à une production et une circulation plus massives d'objets matériels.
Alors que l'électronique entrait dans une phase de développement exponentiel — loi de Moore —, des auteurs ont systématisé les concepts de signal et d'information, ainsi que celui de rétroaction, également développé dans le cadre de l'électronique avec les systèmes bouclés, pour développer une théorie cybernétique débordant sur les sciences sociales, qui a largement pénétré dans le grand public par des ouvrages de science-fiction.
En une cinquantaine d'années, l'électronique a infiltré tous les secteurs de la société, ce qui a entraîné l'adaptation du système social afin que ses cohérences soient maintenues,.
Ces adaptations concernent en particulier la production industrielle, où l'électronique de l'information, et le remplacement des automates par des robots entraînent une remise en cause du fordisme, en accomplissant le projet du taylorisme de retirer de l'atelier les irrationnels humains en inscrivant les procédures de production dans la mémoire des machines.

## Historique
L'électronique, au sens qu'a pris ce mot, remonte à l'invention du premier composant capable d'amplifier un signal électrique, et, par conséquent, d'entretenir une oscillation, la triode de Lee De Forest en 1907. Cette possibilité va transformer les télécommunications, télégraphe, téléphone et radiodiffusion, son premier domaine d'application, avant de se diffuser dans le domaine des machines à calculer, qui deviennent ordinateurs et dans celui des automates, qui contrôlent toute sorte de processus.

### L'époque du tube

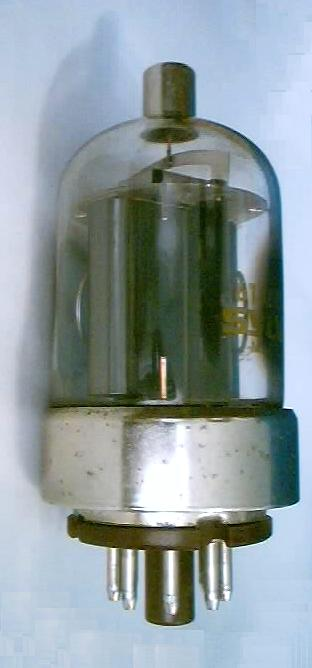
Pentode 6146-B.

L'électronique surgit d'emblée comme une industrie. Les derniers inventeurs du XIXe siècle comme Edison ou Bell ont prospéré grâce aux brevets, et ont construit de grandes organisations qui les exploitent et ferment la voie aux nouveaux arrivants. L'invention du tube électronique va donner lieu à des batailles juridiques, paralysantes jusqu'à la première Guerre mondiale. Les mesures d'urgence que prend le gouvernement américain en 1916 débloque la situation afin que l'industrie produise des systèmes de communication radio pour la marine. La paix revenue, ces capacités servent à lancer, à partir de 1920, la radiodiffusion, premier usage domestique de l'électronique. Pour maintenir leur position, les industries rivales, General Electric et AT&T, organisent des laboratoires de recherche où les ingénieurs appliquent les découvertes de la physique, et orientent la recherche plutôt vers le perfectionnement des produits existants, que vers l'exploration de nouvelles voies.
Dès l'application de l'électronique à la radiodiffusion émerge une électronique populaire construite par des radio-amateurs et des bricoleurs. Avec le poste à galène, c'est le seul à utiliser encore un semiconducteur. Des publications comme La radio mais c'est très simple, d'Eugène Aisberg, dont la première édition remonte à 1936, aident les amateurs à se perfectionner. Ce secteur fonctionne plus par échange de recettes et de procédés et expérimentation libre que par assimilation des résultats de la physique théorique. La guitare électrique émerge ainsi avant la fin des années 1920, suivie par une quantité d'instruments de musique comme le theremin ou les ondes Martenot.

### L'époque du transistor

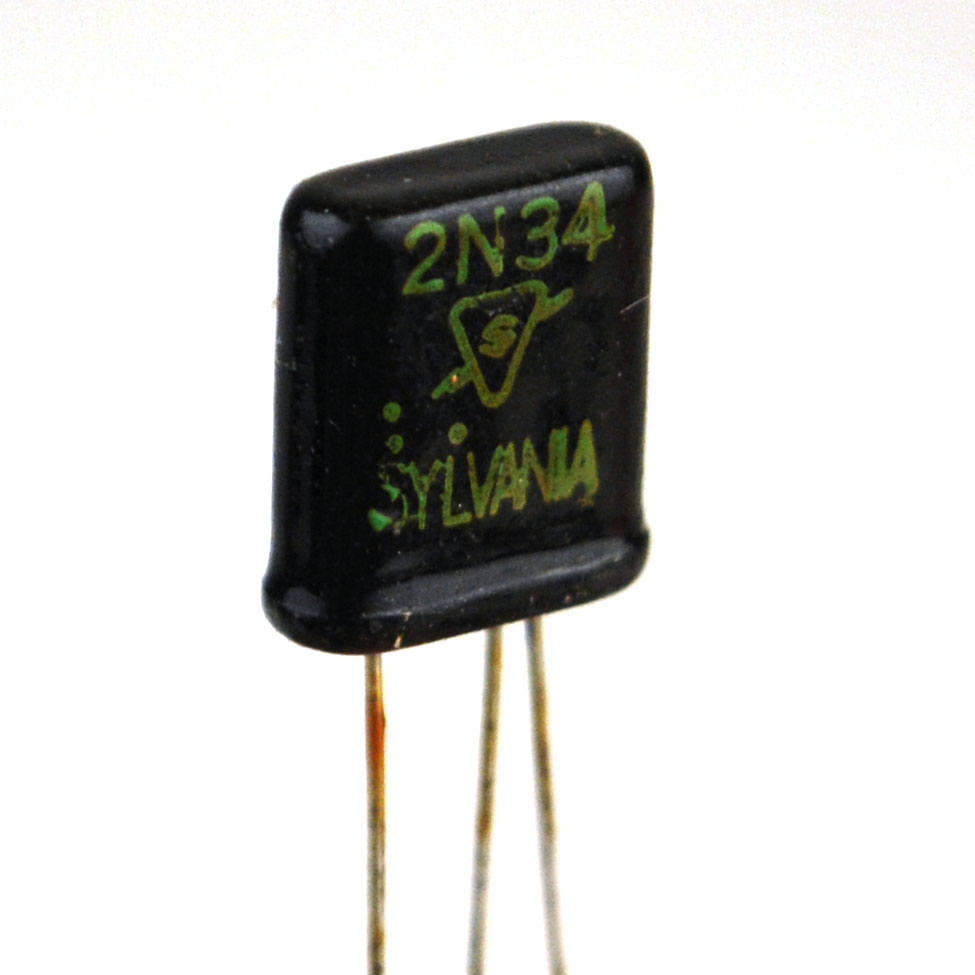
Transistor 2N34 de 1953.

L'utilisation des semiconducteurs ouvre l'époque de l'électronique à l'état solide, qui s'oppose à l'électronique à tubes par sa taille réduite et son fonctionnement à basse tension. L'électronique à l'état solide permet d'augmenter considérablement le nombre des composants sur un circuit de même taille, et consomme beaucoup moins d'énergie que le tube.
Ferdinand Braun avait décrit la diode à cristal dès 1878, mais l'invention du tube, plus susceptible d'une production industrielle, l'avait fait considérer comme obsolète. La physique quantique donne dans les années 1920 une théorie à la circulation des électrons dans les métaux et explique le phénomène ; les laboratoires Bell ont constituent un groupe d'étude en 1936. Des recherches analogues ont lieu en Allemagne, en Angleterre et dans d'autres pays.
La seconde Guerre mondiale mobilise les chercheurs pour le radar. Les tubes électroniques ne fonctionnent pas aux très hautes fréquences que les ingénieurs veulent atteindre, encourageant à reprendre les recherches sur les redresseurs à l'état solide, avec deux matériaux, le germanium et le silicium. À la paix, les laboratoires reprennent leurs travaux. Julius Edgar Lilienfeld avait déposé un brevet de dispositif à effet de champ en 1926, mais le principe exige de contrôler parfaitement la conductivité de la couche superficielle du cristal. La recherche sur l'état de surface débouche fortuitement sur un nouveau principe.
La structure du premier transistor à pointes (en) sur cristal de germanium que développent John Bardeen et Walter Brattain aux Laboratoires Bell fin 1947 reste très proche de la diode du récepteur à cristal de galène. À la suite de cette expérience, William Shockley élabore la première théorie du fonctionnement du transistor bipolaire,. Six mois plus tard, le même laboratoire produit un transistor à jonction tirée (en), dont les jonctions sont constituées à la fabrication du cristal. En 1951, le laboratoire concurrent de General Electric et RCA met au point un transistor à jonctions par alliage (en), dans lequel des apports forment les jonctions de part et d'autre d'un substrat. En 1954, Bell dépose les premiers brevets pour le transistor à jonctions par diffusion (en). Ce procédé va permettre la fabrication en masse. Bell est alors contraint par les autorités de céder des licences d'exploitation pour ses brevets de transistors. Parmi les acquéreurs, une compagnie japonaise qui deviendra Sony. Un nouveau venu, Texas Instruments produit le premier transistor au silicium. En 1959, Jean Hoerni, de Fairchild Semiconductor, met au point le procédé planar, qui permet la fabrication de plusieurs transistors sur le même substrat et sera ensuite constamment perfectionné. La même année, Bell Labs produit un transistor à effet de champ à grille métal-oxyde, selon l'idée initiale de Lilienfeld ; mais ce procédé ne sera optimisé industriellement que vers 1985.
À partir de 1954, le transistor se diffuse dans le grand public avec la radio à transistors (en) portable qu'a lancée Sony : « le premier récepteur radio à transistor qui sera bientôt vendu en France en grande série fonctionnera plus de 500 heures avec 3 piles de lampe de poche ! » annonce un magazine.
Le transistor va remplacer le tube dans presque toutes ses applications. En 1984, le Répertoire mondial des transistors contient plus de 27 000 références.

### L'époque du circuit intégré

Plaquette de silicium d'un circuit intégré.

Dès les premières années de l'électronique à semiconducteurs, l'ingénieur britannique Geoffrey Dummer (en) présente le projet de fabriquer des montages électroniques complet dans un seul bloc solide, plus fiable que la multiplicité de composants soudés sur des supports.
Jack Kilby, de Texas Instruments, montre en 1958 le premier circuit intégré, un oscillateur complet fabriqué en laboratoire sur une plaquette de germanium. C'est une preuve de la viabilité de son idée originale : un semi-conducteur peut servir à constituer non seulement des transistors et des diodes, mais aussi des résistances et des condensateurs, tous les éléments d'un circuit complet. Son circuit n'est cependant pas un circuit intégré monolithique : il comprend plusieurs éléments semiconducteurs assemblés dans un boîtier.
Au début des années 1960, la perspective de réaliser des circuits intégrés à grande échelle déclenche un enthousiasme boursier pour l'innovation électronique.
Le procédé planar permet de fabriquer de nombreux composants sur un seul support. On coupe ensuite le support en transistors isolés. Pour créer un circuit, il faut pouvoir isoler chacun des transistors pour qu'ils fonctionnent indépendamment. Robert Noyce ayant trouvé un procédé, Fairchild Electronics met sur le marché le premier circuit intégré monolithique, une porte logique, en 1962. C'est le procédé qui permet l'intégration à grande échelle et la fabrication en masse. Le remplacement des transistors à jonction par des transistors à effet de champ à oxyde de silicium, plus simples à fabriquer et plus petits, permet de proposer des circuits de plusieurs centaines de milliers de composants, dont les prototypes et les masques sont réalisés par lithographie à faisceau d'électrons, et qui, une fois au point, sont diffusés par centaines de milliers d'unités.
Le développement du circuit intégré provoque une accélération de la spécialisation de l'électronique. Des équipes optimisent les circuits et les autres électroniciens les considèrent comme des composants, à assembler selon leurs caractéristiques publiées. La théorie des circuits, dès lors, peut se baser sur des entités mathématiques, comme l'amplificateur opérationnel idéal, ou, pour la logique, des portes logiques ou des bascules.

### Dérivations
L'électronique a créé les moyens de son propre développement, en premier lieu avec des instruments de mesure comme l'oscilloscope, qui, en rendant visible la trace des variations de tension électrique, donne corps à la notion de signal, mais aussi avec la possibilité d'effectuer des mesures sur des phénomènes fugaces.
Le développement de l'électronique a permis celui de la science et des techniques de télécommunications, puis la naissance de l'informatique.
L'électronique s'est d'abord appliquée aux réseaux téléphoniques, permettant le multiplexage des signaux, qui multiplie le nombre de communications possibles sur une même ligne. Cette application amène la théorie de l'échantillonnage et celle de l'information. Les commutateurs des lignes téléphoniques sont des automates d'autant plus complexes que, pour optimiser l'utilisation des lignes, on admet que plusieurs chemins sont possibles pour réaliser une liaison. Électromécaniques aux débuts, ils réalisent les commutations plus rapidement avec l'électronique logique. La théorie de l'information et l'algorithmique sont les fondements de l'informatique.
L'informatique, devenue une discipline abstraite, détachée de son support matériel, a produit les concepts et les méthodes nécessaires au développement de l'électronique elle-même : concept de système, logiciels de simulation de circuits, méthode de traitement de signal, etc.
Le développement actuel de l'électronique implique :
- la recherche d'une intégration croissante des composants, qui passe par la compréhension fine des mécanismes et phénomènes en œuvre au niveau de la physique moléculaire ou électronique (développement de nanotechnologies) ;
- la nécessité d'utiliser le plus efficacement possible l'énergie électrique.

Certains envisagent un changement complet de principes de base, passant de l'électronique logique au calcul quantique.

## Disciplines de l’électronique
L’électronique est une famille de disciplines se distinguant suivant le type de signal traité, la famille d’application ou encore le niveau hiérarchique qu’occupe l’élément étudié dans le système global.

### Types de signaux
L'électronique a pour objet le traitement par des composants matériels du signal électrique et la distribution de la puissance électrique.
Les signaux sont classés en deux grands types :
- signaux analogiques ;
- signaux numériques.

L'étude du signal et la distinction entre le signal utile et le bruit de fond sont du domaine de la théorie de l'information.

#### Électronique analogique
La discipline s’intéresse au traitement des signaux analogiques, dont la grandeur est continue, mais peut être divisée en échantillons discrets.
Les transducteurs et leurs interfaces immédiates sont toujours analogiques. Le convertisseur analogique-numérique (CAN) permet de transformer un signal analogique en signal numérique et le convertisseur numérique-analogique (CNA), inversement. Dans ces systèmes, la limite entre numérique et analogique est indiscernable.
Un convertisseur analogique-digital sigma-delta compare le signal analogique entrant à une tension, analogique, qu'il génère par l'intégration temporelle des résultats précédents — un signal logique, dont la valeur ne peut être que 0 ou 1 et ne varie qu'à l'instant de l'échantillonnage. Le signal qui en sort est à la fois analogique et logique.
Le procédé convertit ensuite dans le domaine numérique l'échantillonnage sur 1 bit à haute fréquence en signal numérique avec le nombre de bits et la fréquence d'échantillonnage requise.

#### Électronique numérique
L'électronique numérique s'intéresse exclusivement à l'information pure, sans transport de puissance.
Elle traite des signaux échantillonnés et dont l’espace de valeurs est discret. Le nombre de valeurs que peut prendre un échantillon est limité. Celles-ci sont codées par des nombres binaires. Tout signal numérique peut se réduire à une suite de valeurs binaires, avec seulement deux possibles, 0 ou 1. L’électronique numérique est utilisée en particulier dans les systèmes contenant un microprocesseur ou un microcontrôleur. Un ordinateur est constitué en majeure partie par de l’électronique numérique. Le traitement numérique du signal remplace de plus en plus le traitement analogique. Dans les applications grand public, cette évolution est particulièrement remarquable dans les domaines de l'audiovisuel : téléphonie, télévision, audio, vidéo.
Les signaux dans les circuits logiques restent des grandeurs continues. Dans les circuits logiques, les grandeurs électriques peuvent prendre une infinité de valeurs entre le maximum et le minimum. Il faut envisager toutes ces valeurs et le temps de passer de l'une à l'autre pour garantir un niveau qui signifie 1 ou 0 sans ambiguïté. L'intégrité du signal, c'est-à-dire la garantie que le signal électrique correspond au signal logique, est un objectif majeur de l'électronique numérique, d'autant plus difficile à obtenir que la cadence de renouvellement des informations est élevée.

#### Électronique de puissance
L’électronique de puissance s'intéresse au contrôle ou à la transformation de quantités significatives d'énergie électrique.
L’électronique de puissance a comme champ d’application l’électrotechnique domestique et industrielle, où elle remplace les anciennes solutions électromécaniques.
Les questions de puissance et d'efficacité concernent aussi tous les dispositifs de l'électronique numérique, particulièrement les appareils autonomes, non reliés à une source d'énergie électrique.

### Structure de l’objet d’étude
Certaines disciplines de l’électronique se définissent par la place qu’occupe l’objet de l’étude dans la structure d’un système électronique, du plus élémentaire au plus complexe.

#### Physique des composants
Le composant électronique se situe au niveau le plus simple. Le savoir-faire technologique regroupe l’ensemble des connaissances et outils nécessaires pour fabriquer un composant et s'appuie sur la physique des composants, qui fait essentiellement appel aux compétences dans les sciences fondamentales, telles que la physique du solide et des procédés chimiques, et aux lois de l'électricité et de l'électromagnétisme.

#### Circuit électronique
Le circuit électrique est le principal objet d’étude de la science de l’électronique. Un circuit électronique est un système incluant plusieurs composants électroniques associés. Le mot circuit vient du fait que le traitement s’effectue grâce à des courants électriques circulant dans les composants interconnectés, qui doit obligatoirement prendre la forme d'un parcours fermé d'un pôle du générateur à l'autre.
La théorie des circuits, issue de l'étude de l'électricité au XIXe siècle, fournit une base à la conception des circuits électroniques.
Les systèmes électroniques modernes comportent des millions de composants élémentaires. Le génie des circuits électroniques ne s’intéresse qu’à la réalisation de fonctions (ou modules) relativement simples, nécessitant jusqu'à quelques millions de composants.

### Taille des circuits électroniques
Le classement précédent se recoupe avec un classement suivant la taille des circuits électroniques considérés.

#### Électronique des tubes à vide
Comme son nom l’indique, elle recourt à des tubes à vide, ou tubes électroniques comme composants actifs élémentaires (diodes à vide, triodes, tétrodes, pentodes…). Elle ne subsiste guère plus aujourd’hui de certains composants d’émetteurs radio de très forte puissance, en voie de disparition, et dans des applications vintage comme, en audio, l'amplificateur pour guitare électrique à tubes.

#### Électronique discrète
Elle recourt à des composants élémentaires individuels ou « discrets » (par opposition à intégrés) assemblés le plus souvent sur des cartes électroniques. Ce type de conception électronique n’est guère plus utilisée que pour des montages expérimentaux ou dans le cadre de l’électronique de loisir, car elle a été supplantée par la micro-électronique. Sur une carte électronique actuelle, bien que les circuits intégrés accomplissent les principales fonctions, on trouve cependant toujours les composants discrets nécessaires à leur mise en œuvre (résistances et condensateurs essentiellement).

#### Micro-électronique
La miniaturisation des composants électroniques élémentaires a commencé dans les années 1950. La taille des composants élémentaires n’a cessé de diminuer, pour atteindre des dimensions de l’ordre de quelques dizaines de nanomètres. Ces progrès sont devenus possibles grâce aux avancées dans les procédés de traitement des matériaux semi-conducteurs, notamment du silicium, qui ont permis de réaliser plusieurs millions de composants élémentaires sur une surface de quelques millimètres carrés. La micro-électronique, synonyme de « électronique intégrée » s’intéresse aux systèmes utilisant des composants de dimensions micrométriques et nanométriques.

#### Nano-électronique et électronique moléculaire
Dans les systèmes de l’électronique moderne, le préfixe « micro » commence à être obsolète, dans la mesure où l’on voit apparaître des composants dont la taille se mesure en nanomètres et parfois comparable à celle des molécules. On évoque ainsi la nano-électronique, les nanotechnologies et l’électronique moléculaire. Des avancées techniques récentes permettent même d’envisager la conception de composants basés sur la propriété des électrons et de leur spin : la spintronique.

#### Microsystèmes
Avec les progrès dans les micro- et nano-technologies, on observe une fusion des systèmes appartenant à différents domaines techniques (mécaniques, thermiques, optiques…) autour des circuits et systèmes électroniques. Ces fusions sont souvent appelées « systèmes à traitement de signal multi-domaine », ou « systèmes multi-domaines ». À l’origine de ces progrès sont les procédés d’usinage du silicium très évolués, qui permettent de réaliser des structures tridimensionnelles sur les mêmes cristaux de silicium avec les circuits électroniques. Cette proximité offre une interpénétration des traitements traditionnellement se déroulant dans des domaines différents, et une coexistence des signaux de différentes natures physiques (thermique, mécanique, optique…) dans un même système. Ainsi, depuis les années 1990, les microsystèmes électromécaniques (MEMS) sont produits et utilisés en grandes quantités.
Exemples de microsystèmes :
- Interrupteurs optiques[37],
- Connecteurs optiques,
- Matrices de micro-miroirs, ou DMD (Digital Micromirror Device) qui définissent les pixels : la première projection cinéma numérique publique d'Europe effectuée par Philippe Binant, en 2000, reposait sur l'utilisation d'un MOEMS développé par Texas Instruments[38],
- VCSEL à longueur d'onde variable (Diode laser à cavité verticale émettant par la surface),
- Microbolomètres (bolomètre à l'échelle micrométrique).

## Base théorique

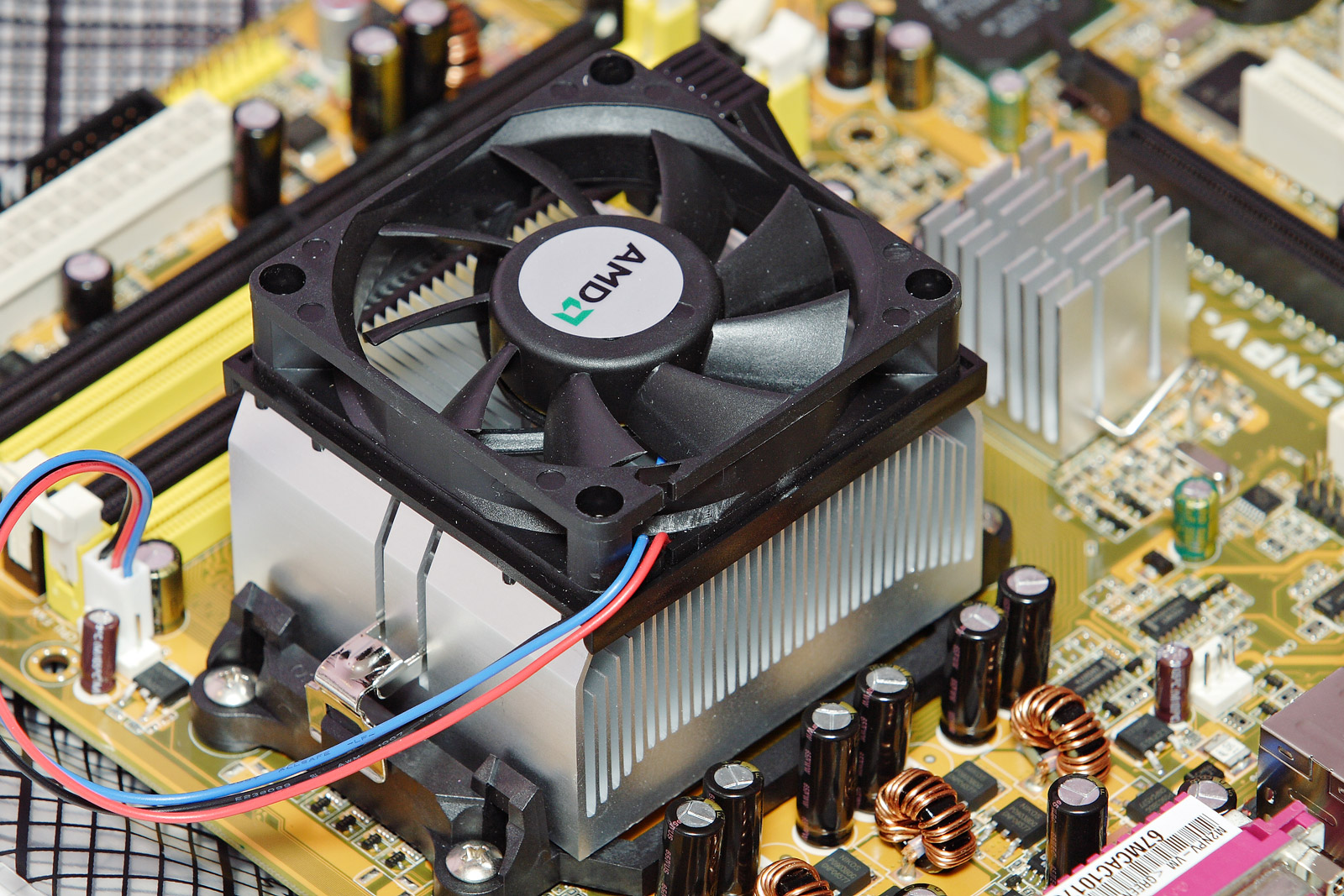
Un dissipateur thermique en aluminium et un ventilateur de refroidissement actif sur une carte mère. À côté, un dissipateur thermique plus petit, sans ventilateur, couvre un autre circuit intégré.

### Méthodes de conception
La modélisation des propriétés électroniques d'un circuit se base sur les principes fondamentaux de l'électricité et de l'électromagnétisme (loi d'Ohm, théorème de Gauss, loi de Lenz-Faraday), les modèles de fonctionnement des matériaux semi-conducteurs (jonction P-N, effet transistor, effet d'avalanche), les outils mathématiques et statistiques (nombre complexe, transformée de Fourier, transformée en ondelettes, loi de Gauss). Les études liées aux signaux de haute fréquence font appel aux méthodes associées à l'analyse de la propagation des ondes (équations de Maxwell). L'étude des composants électroniques au niveau atomique intègre les résultats et méthodes associées à la physique quantique.
La simulation de circuits électroniques par un modèle mathématique est un procédé très répandu et d'un niveau très avancé. Certains logiciels informatiques peuvent intégrer de nombreux paramètres, comme la température ou les champs électromagnétiques. Le modèle inclut le schéma fonctionnel et le placement des composants, le routage du signal. La conception de circuits intégrés complexes comprend des étapes intermédiaires, telles que la synthèse logique ou l'analyse des délais. Les composants électroniques programmables (microprocesseur, Circuit logique programmable, DSP) déplacent davantage encore la conception dans le domaine informatique : ils apportent la flexibilité et la baisse des coûts.

### Méthodes de fabrication
La fabrication de circuits électroniques s'est extrêmement diversifiée depuis les années 1980. Alors que la fabrication de prototypes peut toujours se faire parfois de manière artisanale, la production de grande à très grande série dans des usines de plus en plus complexes et coûteuses, permet d'obtenir une technologie toujours plus performante et plus fiable à des prix raisonnables. Alors que l'industrie de la micro-électronique demande des investissements de plus en plus importants pour suivre les évolutions techniques, les industries de technique standard sur circuit imprimé cherchent à améliorer leur rendement (robots de fabrication/assemblage/test, GPAO, délocalisations).
Une des méthodes d'assemblages les plus utilisées en industrie aujourd'hui est la technique de montage en surface (SMD, Surface-mount technology) de composants miniatures.

### Méthodes d'essai
Les essais d'un circuit électronique sont une étape importante. Il s'agit souvent de systèmes complexes dont on ne peut garantir la fiabilité et les performances, même après de nombreuses simulations. On distingue les tests unitaires, pour la mise au point de prototypes, et les tests en série, plus ou moins automatisés, destinés à repérer les défauts de fabrication et/ou d'assemblage. De nombreux outils existent pour faciliter cette étape importante : appareillage de mesure (multimètre, oscilloscope, etc.), normes pour la mesure automatisée (JTAG, GPIB), systèmes de contrôle automatisés.

### Perturbations
Comme tout système, un circuit électronique interagit avec son environnement. Il provoque des perturbations, celles de l'environnement perturbent son fonctionnement. Ces interactions doivent être minimisées. L'intégration des composants et des systèmes les rend souvent plus sensibles aux perturbations, l'augmentation des fréquences de fonctionnement et la généralisation des systèmes radioélectriques ont augmentent le niveau global des champs perturbateurs. La compatibilité électromagnétique fait désormais partie des impératifs de la conception électronique. La taille des cellules élémentaires des composants électroniques les rend également parfois sensibles aux perturbations des particules du rayonnement cosmique. La nécessité de maintenir la température des composants dans la plage pour laquelle ils ont été conçus rend la question du transfert thermique incontournable et parfois délicat.

## Industrie électronique
L'industrie électronique regroupe les entreprises qui fabriquent les composants, les circuits et les appareils électroniques. Elle comprend de nombreux intermédiaires, les entreprises sous-traitantes comprenant les « Electronics Manufacturing Services » (EMS) et les fabricants d'équipement d'origine (OEM) ; des fournisseurs de produit fini aussi bien que des intégrateurs qui construisent des systèmes à la demande.
L'électronique a permis l'intégration de fonctions de plus en plus complexes et performantes dans la majeure partie des domaines techniques et scientifiques et des objets de la vie courante. Les appareils électroniques fabriqués ont des applications très diverses, de l'électronique grand public à l'industrie spatiale.

### Entreprises

#### En France
En 2019, l’industrie électronique française représente un chiffre d'affaires global de 15 milliards d'euros, réalisé par environ 1 100 entreprises représentant 200 000 emplois directs.

### Impact environnemental

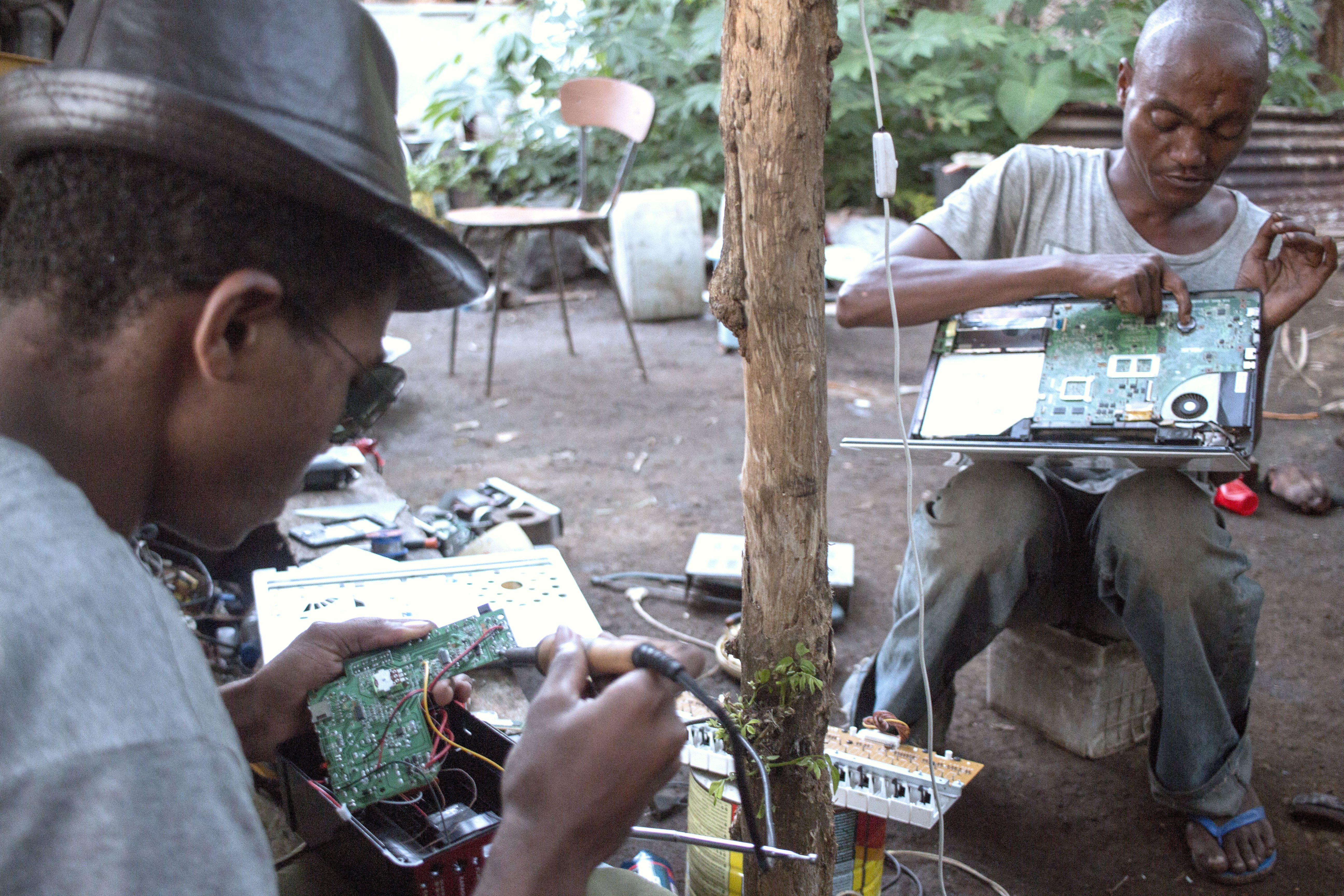
Réparateurs de matériel électronique aux Comores.

Le contrôle électronique des systèmes produit le plus souvent une amélioration de leur efficacité énergétique, mais ce n'est pas sans contreparties.
L'industrie électronique, comme les autres, produit une quantité de plus en plus importante de déchets comprenant de nombreux éléments précieux — contact recouverts d'or, pistes en cuivre, etc. — et/ou toxiques — brasures contenant du plomb, etc.. Une directive européenne sur les déchets électroniques traduite dans le droit français en 2014 oblige les enseignes qui vendent les équipements électroniques à les reprendre en fin de vie.
La multiplication du nombre d'appareils électriques et électroniques, y compris le matériel informatique et les réseaux de télécommunications augmente la consommation d'électricité, dont la production émet des gaz à effet de serre et génère de déchets (éventuellement radioactifs).
Les appareils électroniques étant presque tous des biens de consommation à courte durée de vie, ils sont renouvelés de plus en plus fréquemment[réf. souhaitée]. Les améliorations apportées par les fabricants trouvent donc une application rapide. Face à des produits électroniques concurrents aux fonctionnalités similaires, la consommation électrique réduite d'un appareil peut devenir un argument commercial de vente, mais les produits remplacés deviennent des déchets.